# 曲水流
曲水流，位于中国广东省汕头市潮阳区文光街道平东居委，现为潮阳区文物保护单位，类型为古建筑，公布时间为1985年11月22日。
曲水流的历史年代为宋代。